# Fusanus acristylus
Fusanus acristylus är en insektsart som beskrevs av Cheng 1980. Fusanus acristylus ingår i släktet Fusanus och familjen dvärgstritar. Inga underarter finns listade i Catalogue of Life.